# Russian Life
Russian Life (dal 1956 al 1991 Soviet Life e, agli inizi, The USSR) è un periodico distribuito negli Stati Uniti che ha come scopo quello di descrivere la vita in Russia (prudentemente nell'intera Unione Sovietica).

## Descrizione

### The USSR(1956-1962) /Soviet Life(1962-1991)
Nel 1956 fu raggiunto un accordo intergovernativo tra Stati Uniti e Unione Sovietica riguardo alla redazione di due mensili per far conoscere agli abitanti di ciascuno dei due paesi la vita e la società dell'altra superpotenza avversaria (nell'ambito della politica del disgelo voluta da Krusciov): negli Stati Uniti sarebbe stata pubblicata la rivista The USSR, mentre in Unione Sovietica la rivista Amerika (in russo: Америка; tale periodico era già stato pubblicato nell'URSS dal 1944 al 1952, ma fu chiuso dal Dipartimento di Stato perché si pensò che Voice of America sarebbe stato un mezzo di propaganda più efficace).
I due periodici non furono concepiti come strumenti di mera propaganda politica (sebbene un po' tutti lo pensassero), ma si focalizzarono più sugli aspetti specificatamente culturali e sociali dei due paesi.
Per molti anni, a causa sempre di detti accordi, anche la tiratura fu limitata e impostata a circa 30.000 unità, venendo aumentata a oltre 50.000 durante il periodo della perestrojka durante la seconda metà degli anni '80, per il rinnovato interesse nei confronti della Russia.

### Russian Life (dal 1994)
Dopo diversi problemi nel reperimento di fondi, la rivista riprende poco a poco la pubblicazione regolare, questa volta a cadenza bimensile, dal 1993-'94. Il governo russo decide di non finanziare più la rivista e così essa passa sotto la direzione della Russian Information Services, un'azienda privata del Vermont.
La rivista Russian Life sul suo sito ufficiale condanna l'Invasione dell'Ucraina.